# Im Flug erobert
Im Flug erobert (Originaltitel Paperman, Alternativtitel Papiermann) ist ein US-amerikanischer animierter Kurzfilm von John Kahrs aus dem Jahr 2012.

## Handlung
New York City: Der Büroangestellte George trifft am Bahnsteig auf die junge Meg. Ihr fliegt eines seiner zahlreichen Papiere ins Gesicht, sodass das Papier nun ihren Lippenstiftabdruck trägt. Wenig später sitzt George im Großraumbüro und hat vor sich einen hohen Stapel abzuarbeitender Papiere. Plötzlich sieht er im Hochhaus gegenüber Meg. George versucht zunächst winkend auf sich aufmerksam zu machen, doch sein Chef fordert ihn an die Arbeit zu gehen. Er beginnt stattdessen aus den zahlreichen Papieren, die er zu bearbeiten hat, Papierflugzeuge zu falten, schafft es jedoch nicht diese durch Megs Fenster zu werfen. Am Ende bleibt ihm nur noch das Blatt mit ihrem Lippenstiftkuss, doch fällt auch dieses zu Boden, ohne sein Ziel zu treffen.
Da Meg geht, ignoriert George seine weiteren Papiere und läuft hinunter und über die Straße. Er verpasst allerdings Meg, die bereits um die Ecke gebogen ist und geht heim. Das Papierflugzeug mit dem Lippenstiftkuss bewegt sich währenddessen unbemerkt auf all die anderen Papierflugzeuge zu, die plötzlich zu fliegen beginnen. Sie holen George ein und hängen sich an ihn. George wirft wütend das Lippenstift-Flugzeug weg und es landet über einige Umwege direkt vor Meg. Sie folgt dem Flugzeug in einen Zug, während George von den Flugzeugen auf ihre Spur gelenkt wird. So treffen sich beide am Bahnsteig wieder. Am Ende sieht man sie gemeinsam in einer Bar.

## Synchronisation
| Rolle           | englischer Sprecher |
| George          | John Kahrs          |
| Meg             | Kari Wahlgren       |
| Chef von George | Jeff Turley         |

## Produktion
Im Flug erobert entstand in Kombination von traditioneller Zeichentrick-Animation mit Computeranimation. Der Film erlebte am 4. Juni 2012 auf dem Festival d’Animation Annecy seine Premiere und lief am 2. November 2012 als Vorfilm von Ralph reichts in den US-amerikanischen Kinos an. In Deutschland kam der Film, ebenfalls als Vorfilm von Ralph reichts, erstmals am 6. Dezember 2012 in die Kinos.
 Im Flug erobert wurde in Grautönen animiert, nur der Kussmund Megs auf dem Papier ist farbig gehalten. Der Ton besteht nur aus Geräuschen und Musik, es wird jedoch kein Wort gesprochen.

## Auszeichnungen
Von der Filmbewertungsstelle erhielt Im Flug erobert das Prädikat Besonders wertvoll.
Im Flug erobert gewann 2013 einen Oscar in der Kategorie „Bester animierter Kurzfilm“. Zudem hat der Film 2013 einen Annie Award als Bester Kurzanimationsfilm gewonnen.